# Campeonato da Lituânia de Ciclismo em Estrada
Os Campeonatos da Lituânia de Ciclismo em Estrada são organizados anualmente desde o ano 1997 para determinar o campeão ciclista da Lituânia de cada ano, na modalidade.
O título é outorgado ao vencedor de uma única prova, na modalidade de estrada. O vencedor obtêm o direito de usar a maillot com as cores da bandeira da Lituânia até ao campeonato do ano seguinte, unicamente quando disputa provas em linha.

## Pódios dos campeonatos masculinos

### Corrida em linha

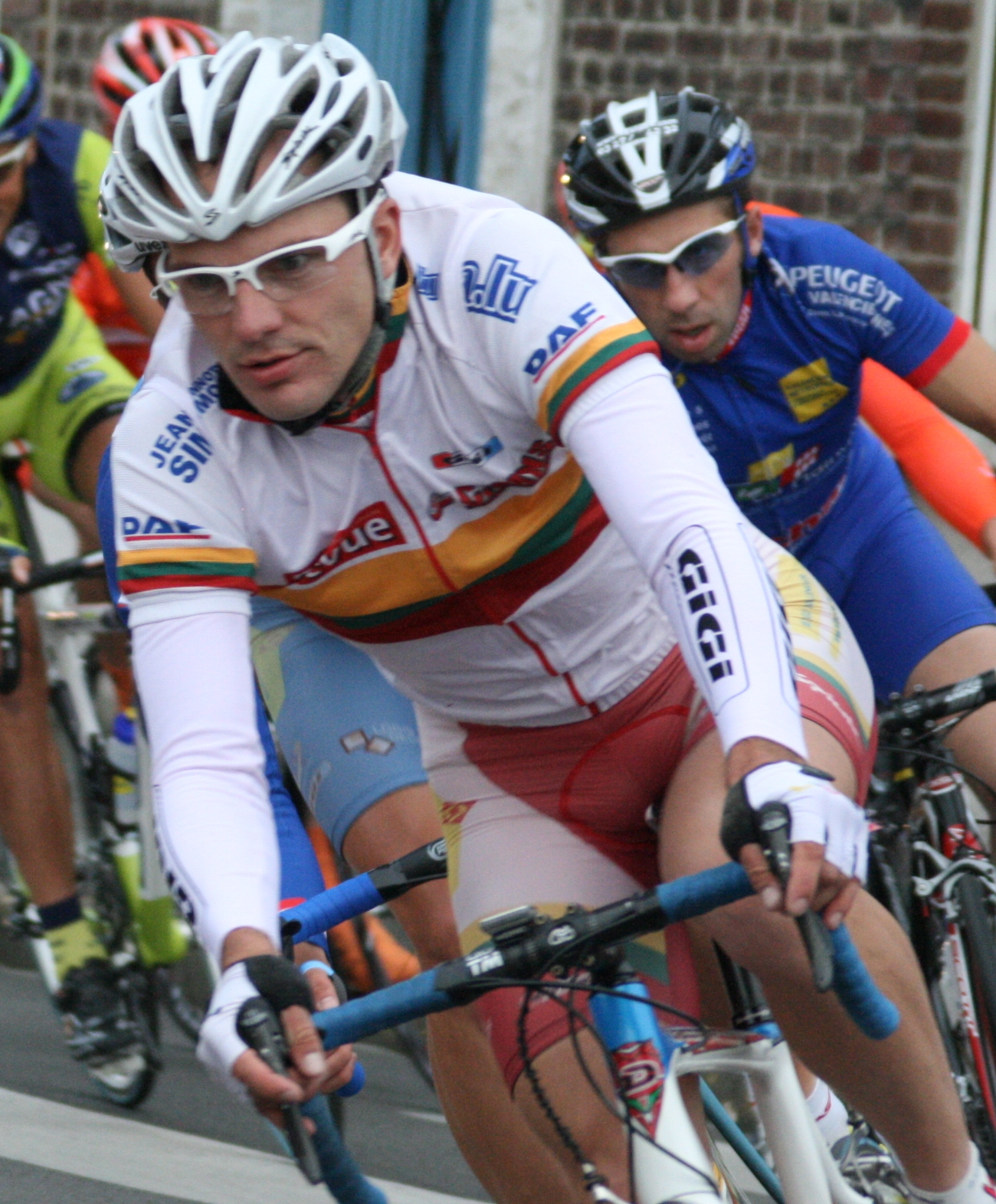
Vytautas Kaupas, vestido do maillot de campeão da Lituânia, em 2010

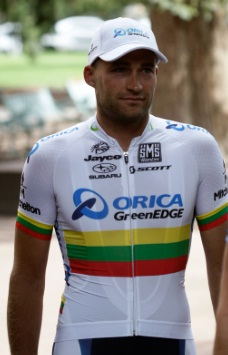
Tomas Vaitkus com o maillot de campeão da Lituânia, em 2013

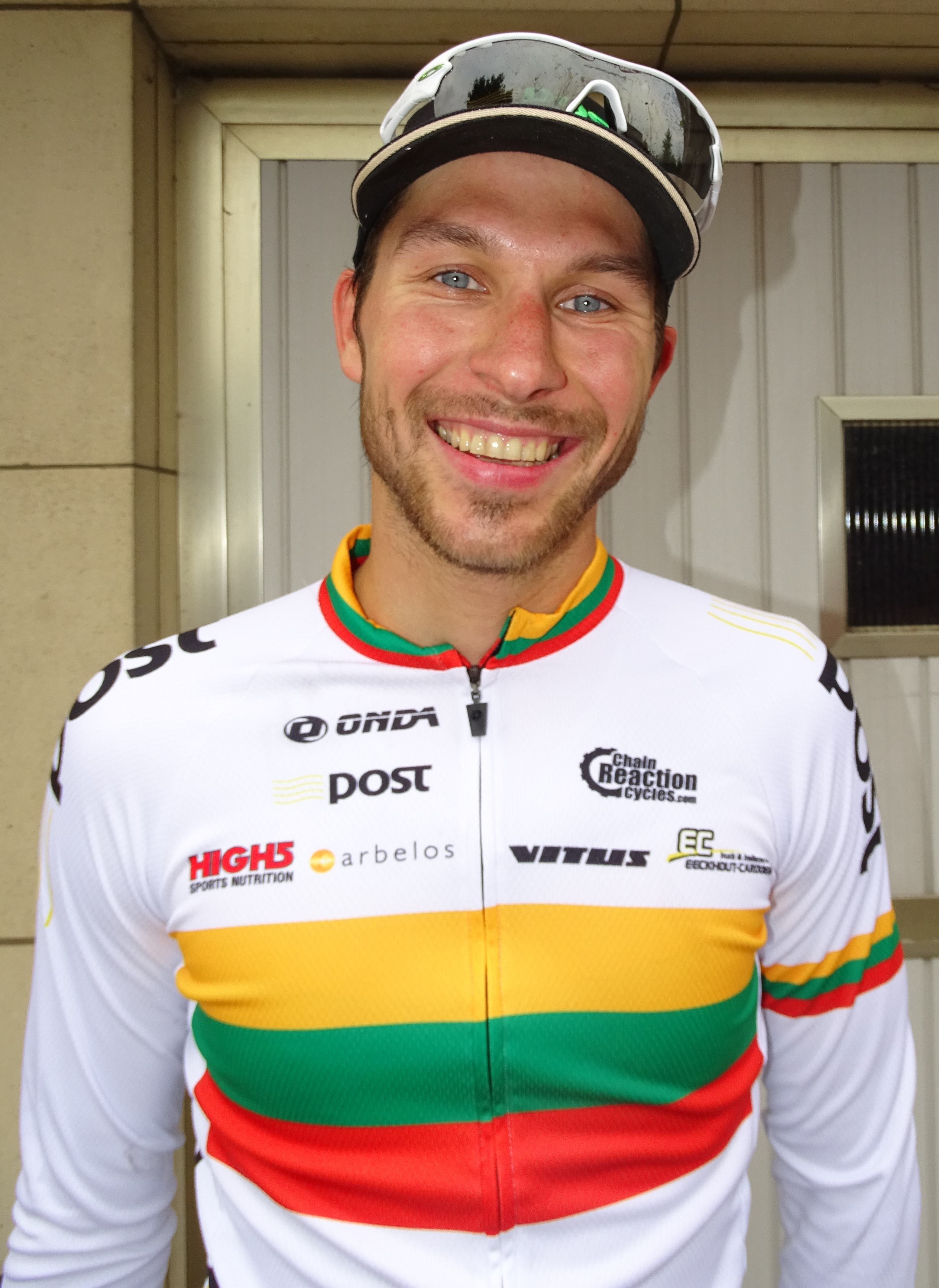
Aidis Kruopis com o maillot de campeão da Lituânia, em 2015

| Ano  | Ganhador             | Segundo              | Terceiro              |
| ---- | -------------------- | -------------------- | --------------------- |
| 1997 | Darius Strole        | Raimondas Vilčinskas | Linas Balčiūnas       |
| 1998 | Arnoldas Saprykinas  | Raimondas Rumšas     | Darius Strole         |
| 1999 | Saulius Ruškys       | Arnoldas Saprykinas  | Saulius Sarkauskas    |
| 2000 | Vladimir Smirnov     | Remigius Lupeikis    | Saulius Ruškys        |
| 2001 | Raimondas Rumšas     | Saulius Ruškys       | Vladimir Smirnov      |
| 2002 | Remigius Lupeikis    | Mindaugas Goncaras   | Saulius Ruškys        |
| 2003 | Vytautas Kaupas      | Tomas Vaitkus        | Aivaras Baranauskas   |
| 2004 | Tomas Vaitkus        | Raimondas Vilčinskas | Aivaras Baranauskas   |
| 2005 | Aivaras Baranauskas  | Raimondas Rumšas     | Vytautas Kaupas       |
| 2006 | Dainius Kairelis     | Ignatas Konovalovas  | Mindaugas Goncaras    |
| 2007 | Ramūnas Navardauskas | Ignatas Konovalovas  | Dainius Kairelis      |
| 2008 | Tomas Vaitkus        | Andris Buividas      | Marius Kukta          |
| 2009 | Egidijus Juodvalkis  | Gediminas Bagdonas   | Vismantas Mockevičius |
| 2010 | Vytautas Kaupas      | Ramūnas Navardauskas | Aidis Kruopis         |
| 2011 | Ramūnas Navardauskas | Gediminas Bagdonas   | Aidis Kruopis         |
| 2012 | Gediminas Bagdonas   | Ramūnas Navardauskas | Aidis Kruopis         |
| 2013 | Tomas Vaitkus        | Ignatas Konovalovas  | Evaldas Šiškevičius   |
| 2014 | Paulius Šiškevičius  | Darijus Džervus      | Ignatas Konovalovas   |
| 2015 | Aidis Kruopis        | Ramūnas Navardauskas | Egidijus Juodvalkis   |
| 2016 | Ramūnas Navardauskas | Tomas Vaitkus        | Paulius Šiškevičius   |
| 2017 | Ignatas Konovalovas  | Gediminas Bagdonas   | Darijus Džervus       |
| 2018 | Gediminas Bagdonas   | Ramūnas Navardauskas | Evaldas Šiškevičius   |
| 2019 | Ramūnas Navardauskas | Rojus Adomaitis      | Venantas Lašinis      |
| 2020 | Gediminas Bagdonas   | Venantas Lašinis     | Justas Beniusis       |
| 2021 | Ignatas Konovalovas  | Aivaras Mikutis      | Evaldas Šiškevičius   |

### Corrida em linha esperanças
| Ano  | Ganhador            | Segundo          | Terceiro          |
| ---- | ------------------- | ---------------- | ----------------- |
| 2012 | Paulius Šiškevičius | Tomas Norvaišas  | Vladislav Popov   |
| 2013 | Paulius Šiškevičius | Andrius Pečiulis | Žydrūnas Savickas |
| 2014 | Paulius Šiškevičius | Mykolas Račiūnas | Andrius Pečiulis  |
| 2015 | Paulius Šiškevičius | Airidas Videika  | Arunas Lendel     |
| 2016 | Linas Rumšas        | Raimondas Rumšas | Justas Beniušis   |
| 2017 | Venantas Lašinis    | Raimondas Rumšas |                   |
| 2018 | Rojus Adomaitis     | Justas Beniušis  | Venantas Lašinis  |
| 2019 | Rojus Adomaitis     | Venantas Lašinis | Justas Beniušis   |

## Pódios dos campeonatos femininos

### Corrida em linha
| Ano  | Ganhador               | Segundo               | Terceiro               |
| ---- | ---------------------- | --------------------- | ---------------------- |
| 1995 | Rasa Polikevičiūtė     | Jolanta Polikevičiūtė | Edita Pučinskaitė      |
| 1996 | Diana Žiliūtė          | Rasa Mažeikytė        | Jolanta Polikevičiūtė  |
| 1998 | Diana Žiliūtė          | Edita Pučinskaitė     | Jolanta Polikevičiūtė  |
| 1999 | Diana Žiliūtė          | Edita Kubelskienė     | Liuda Triabaitė        |
| 2002 | Zita Urbonaitė         | Edita Kubelskienė     | Erika Vilūnaitė        |
| 2003 | Edita Pučinskaitė      | Diana Žiliūtė         | Diana Elmentaitė       |
| 2004 | Diana Žiliūtė          | Daiva Tušlaitė        | Edita Pučinskaitė      |
| 2005 | Inga Čilvinaitė        | Indrė Janulevičiūtė   | Agne Bagdonaviciutė    |
| 2006 | Diana Žiliūtė          | Edita Pučinskaitė     | Modesta Vžesniauskaitė |
| 2007 | Rasa Leleivytė         | Diana Žiliūtė         | Edita Pučinskaitė      |
| 2008 | Modesta Vžesniauskaitė | Inga Čilvinaitė       | Gintarė Gaivenytė      |
| 2009 | Rasa Leleivytė         | Diana Žiliūtė         | Edita Janeliūnaitė     |
| 2010 | Aušrinė Trebaitė       | Urtė Juodvalkytė      | Rasa Leleivytė         |
| 2011 | Rasa Leleivytė         | Inga Čilvinaitė       | Aušrinė Trebaitė       |
| 2012 | Inga Čilvinaitė        | Svetlana Pauliukaitė  | Kataržina Sosna        |
| 2013 | Agnė Šilinytė          | Karolina Pernavienė   | Edita Janeliūnaitė     |
| 2014 | Aušrinė Trebaitė       | Daiva Tušlaitė        | Kataržina Sosna        |
| 2015 | Daiva Tušlaitė         | Gabriele Jankute      | Ema Manikaitė          |
| 2016 | Daiva Tušlaitė         | Gabriele Jankute      | Silvija Latožaitė      |
| 2017 | Daiva Tušlaitė         | Rasa Leleivytė        | Monika Rastauskaitė    |
| 2018 |                        |                       |                        |
| 2019 |                        |                       |                        |
| 2020 |                        |                       |                        |
| 2021 |                        |                       |                        |
| 2022 |                        |                       |                        |
| 2023 |                        |                       |                        |
| 2024 |                        |                       |                        |